# Реомифр
Реомифр или Реомитр (*Raivamiθraʰ) — персидский военачальник IV века до н. э.
Реомифр принадлежал к персидской знати и, возможно, имел родственные связи с царской династией Ахеменидов. Участвовал в Великом восстании сатрапов против Артаксеркса II, однако предал мятежников, за что получил прощение и, согласно Ксенофонту, «величайшие почести». Впоследствии участвовал в сражениях при Гранике и Иссе против войск Александра Македонского. В битве при Иссе погиб, защищая Дария III.

## Биография
Имя Реомифра переводится как «тот, к кому Митра благосклонен». По мнению Г. Берве, Реомифр родился до 385 года до н. э., В. Хеккеля — в восьмидесятых годах четвёртого века до н. э. Он принадлежал к персидской знати и, возможно, имел родственные связи с царской династией Ахеменидов.
В 362 году до н. э. Реомифр, присоединившийся к выступлению малоазийских сатрапов против персидского царя Артаксеркса II, был направлен к фараону Тахосу за помощью. Согласно Диодору Сицилийскому и Ксенофонту, Реомифр получил у Тахоса пятьсот талантов серебра и пятьдесят военных кораблей, оставил в Египте в качестве заложников жену и детей. Однако затем Реомифр предал своих соратников. По замечанию К. Белоха, коалиция сатрапов распалась столь же быстро, как и образовалась, так как её участники приняли участие в восстании только для защиты своих действительных или мнимых прав, или же для собственного спасения. Начавшаяся в Египте междоусобица лишила их главной опоры. Артаксеркс смог без труда привлечь на свою сторону ряд представителей знати. Реомифр вызвал на совет лидеров повстанцев. Вместо обсуждения военных действий против Артаксеркса II военачальник захватил мятежников и отправил их в цепях к царю. За это Реомифр получил прощение и, по словам Ксенофонта, сокрушавшегося о падении нравов среди персов, «величайшие почести».
В античных источниках отсутствует какая-либо информация о жизни Реомифра в промежуток между Великим восстанием сатрапов и вторжением македонян. Когда Александр Македонский начал восточный поход и переправился со своей армией через Геллеспонт, персидские наместники малоазийских провинций и военачальники со всеми имеющимися силами собрались на совет у города Зелея для обсуждения стратегии сопротивления. В их числе был и Реомифр. М. Вейскопф считал Реомифра подчинённым сатрапа Геллеспонтской Фригии и Пафлагонии Арсита, в то время как А. Босворт — крупным землевладельцем Малой Азии, либо специально присланным с востока военачальником. В битве при Гранике 334 года до н. э. он командовал кавалерийским отрядом из двух тысяч всадников на правом фланге персидской армии. После поражения Реомифр бежал к основному войску Дария III.
В битве при Иссе, произошедшей в ноябре 333 года до н. э. Реомифр находился при царе Дарии III. По замыслу персов, конные отряды Реомифра должны были нанести удар в ответственный момент, когда связанные боевыми действиями греки будут охвачены спустившимися с гор войсками. В разгар сражения Александр Македонский вместе с отрядом приближённых после упорного продвижения через ряды противников оказался в непосредственной близости от Дария. Того защищали самые знатные персы, среди которых был и Реомифр. В последующем столкновении он погиб. Как писал Курций Руф, «вокруг колесницы Дария лежали его самые славные полководцы, почетно погибшие на глазах своего царя, все они лежали ничком, так как пали, сражаясь и получив раны в грудь». Сам же царь персов оставил поле боя.
Сыном Реомифра был Фрасаорт, получивший в 330 году до н. э. от Александра пост сатрапа Персиды.

## В литературе
Реомифр упомянут в исторических художественных произведениях об Александре Македонском повести «В глуби веков» Л. Ф. Воронковой, романе «Дорогами илархов» С. Шаповалова.